# Remada alta

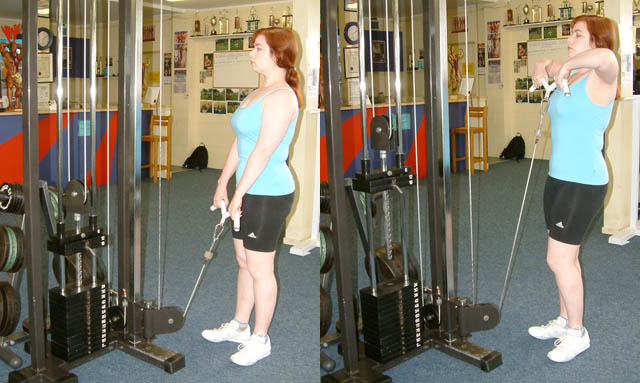
Remada alta realizada em um aparelho.

A remada alta ou puxada vertical é um exercício de treinamento com pesos que tem como objetivo trabalhar os ombros (músculos deltóide e trapézio). Pode ser realizado com kettlebell, halteres, barras, ou ainda em aparelhos (foto).